# 3650 Kunming
3650 Kunming è un asteroide della fascia principale del diametro medio di circa 28,22 km. Scoperto nel 1978, presenta un'orbita caratterizzata da un semiasse maggiore pari a 3,1296985 UA e da un'eccentricità di 0,2333904, inclinata di 14,62625° rispetto all'eclittica.
L'asteroide è dedicato alla città cinese di Kunming, capoluogo dello Yunnan.